# Bracon atrator
Bracon atrator är en stekelart som beskrevs av Christian Gottfried Daniel Nees von Esenbeck 1834. Bracon atrator ingår i släktet Bracon och familjen bracksteklar. Arten är reproducerande i Sverige. Inga underarter finns listade.